# Yusuke Yoshizaki
Yusuke Yoshizaki (født 12. juni 1981) er en tidligere japansk fodboldspiller.
Han har spillet for flere forskellige klubber i sin karriere, herunder Shimizu S-Pulse og Ventforet Kofu.